# Gargellener Madrisa - HG
Gargellener Madrisa - HG är en bergstopp i Österrike.   Den ligger i distriktet Bludenz och förbundslandet Vorarlberg, i den västra delen av landet, 500 km väster om huvudstaden Wien. Toppen på Gargellener Madrisa - HG är 2 770 meter över havet, eller 175 meter över den omgivande terrängen. Bredden vid basen är 1,3 km.
Terrängen runt Gargellener Madrisa - HG är bergig åt nordväst, men åt sydost är den kuperad. Runt Gargellener Madrisa - HG är det glesbefolkat, med 18 invånare per kvadratkilometer.. Närmaste större samhälle är Schruns, 14,0 km norr om Gargellener Madrisa - HG. 
Trakten runt Gargellener Madrisa - HG består i huvudsak av gräsmarker.